# کنتستانتین دراگانسکو
کنتستانتین دراگانسکو (رومانیایی: Constantin Drăgănescu؛ زادهٔ ۲۷ سپتامبر ۱۹۳۶ – ۲۶ مارس ۲۰۲۰) بازیگر اهل رومانی بود.
از فیلم‌هایی که وی در آن‌ها نقش داشته‌است، می‌توان به بلوط، مارگو و نیکوکاری اشاره نمود.